# Fenômeno de prozona
Fenômeno ou reação de prozona ocorre quando uma amostra apresenta resultado não reagente mesmo quando há a presença de anticorpos anticardiolipina, gerando resultados falso-negativos no exame. Ocorre nos testes não treponêmicos da sífilis, como o VRDL e o RPR, por exemplo.  Recomenda-se que, ao realizar um teste não treponêmico, seja testada a amostra pura e na diluição 1/8.